# 阿散井戀次
阿散井戀次（日语：／ Abarai Renji */?）是日本漫畫《BLEACH》中的主要角色之一，是護廷十三隊六番隊副隊長。

## 人物
護廷十三隊六番隊副隊長。

### 外貌與性格
髮色鮮紅，通常用髮帶束起成沖天狀（漫畫版彩色扉頁裡，偶爾會將長髮編成髮辮）。眉上方刺了大面積的青紋，幾乎覆蓋全額，頸部、雙肩、胸膛、腹部也有類似的青紋。前期在額頭配戴風鏡，後來風鏡在打鬥中被黑崎一護損毀，而改繫頭巾。與鋒芒畢露的外表相反，性格除了戰鬥時的粗暴，還有冷靜沉著的一面，平時也深得同事和晚輩的信賴。劇中則是形容自己的本性像野狗。所經歷的戰鬥中勝利率不高，還曾經被朽木白哉點出不擅長讓對手曝露所有能力的弱點，但對於女性的對手，則抱持「不論對方實力強弱，都不主動攻擊對方」的原則。其警覺性不甚敏銳，甚至還會直接在敵方本營入睡至天明。
好吃甜食，尤其是鯛魚燒；討厭辣的食物。擅長踢球，對於眼鏡也有相當程度的愛好，會光顧前六番隊副隊長銀銀次郎在瀞靈廷開設的眼鏡行「眼鏡的銀蜻蛉」。但對於靜態的活動，如茶道、花道、書法，則是完全無法接受。動畫版原創篇，則透漏不擅長羽板球和討厭黑咖啡的另一面，有時會和自己個性相近的一護起小孩子般的爭執，露琪亞則是負責阻止。另外在聽見別人稱讚他眉上方的青紋時會很開心。作者在附錄特典集賦予戀次的關鍵詞為「吼」。

### 身世與經歷
出身南流魂街78地區、治安惡劣的「戌吊」，因為與同伴們偷水而被大人逮住陷入困境，此時因朽木露琪亞出手相救而得以脫困，從此兩人便成為青梅竹馬一起長大，對於露琪亞行為舉止像男孩子卻總有一種高貴的氣息而常不自覺臉紅。本因想跟其他同伴一起生活下去而沒有想成為死神的念頭，等到長到後同伴們都過世而僅剩戀次與露琪亞兩人，遂聽從露琪亞的建議成為死神以追求更好的生活。選擇進入真央靈術院就讀，並且在前往目的地的途中結識年齡相仿的吉良井鶴（漫畫原著是寄宿在吉良家的墓園裡，因而遇見當時在雙親墳前祭拜的井鶴；動畫版修改成在學院裡認識彼此）。成績總體上優異是Ａ段班的高材生，但是鬼道方面卻完全不行。在獲悉吉良對同樣在校就讀的雛森桃抱持好感時，戀次亦經常以此對吉良開玩笑，而雛森桃對此則是渾然不知情。
約五十年前，戀次、吉良、雛森隨同其他真央靈術院的學生到現世進行實習，遇上被藍染惣右介經手改造、能夠隱藏靈壓的特大虛的襲擊。三人見到身為前輩的檜佐木修兵被虛襲擊成傷，聯手利用「赤火砲」幫助修兵解危，險遭虛攻擊之際，收到緊急信號的藍染與市丸銀及時出面解決了虛，才使得四人化險為夷。之後戀次在朽木白哉親自抵達真央靈術院、宣布收養露琪亞的消息時，為了露琪亞的幸福著想，即使違反己願，也硬著頭皮鼓勵露琪亞接受朽木家收養她一事，遂後被露琪亞傷心推開了手向其祝賀道謝，而之後在吉良的勸說下，戀次開始對露琪亞保持距離，接下來的幾十年間和身為貴族的露琪亞也沒有辦法有太多往來，此事也造成他往後內心的缺憾。同時在此之後，開始有著要超越朽木白哉的決心而不停鍛練自己。直到被闖進尸魂界的黑崎一護打敗，並看見其拚死也要拯救露琪亞的決心時，並決意不再顧及自身身分，與其一起向多年來限制他的命運抗爭。
畢業後，戀次、吉良、雛森因為先前在現世實習時為修兵解危的表現，被藍染相中才能而順利進入五番隊。但後來藍染意識到戀次並非絕對服從上級命令的特質，將他調為十一番隊的第六席，而戀次亦相當敬重該隊的第三席斑目一角與第五席綾瀨川弓親，並且在一角的指導下開始學習卍解。由於前任六番隊副隊長銀銀次郎為了專心研究設計眼鏡而辭去副隊長的職務，戀次因此被任命為六番隊副隊長。目標是要超越六番隊隊長的白哉。
初期因為奉命抵達現世拘捕露琪亞的事件，和黑崎一護處於敵對狀態，認為一護是害露琪亞被判刑的罪魁禍首，但在經過露琪亞拯救事件後與之成為朋友。後來戀次提及自己和一護與露琪亞的關係時，形容「一護是化解他和露琪亞幾十年來隔閡的關鍵人物」。

## 劇情表現

### 屍魂界拯救篇
升遷作六番副隊長後一個月，戀次隨同隊長朽木白哉前往現世，追捕逾期不歸、非法將死神能力傳給人類的朽木露琪亞，除了砍傷前來保護露琪亞的石田雨龍以外，還和挺身阻止他的黑崎一護展開激烈決鬥，但由於一護在戰鬥中靈壓忽然急速升高，導致戀次因此被前者砍傷。之後在白哉的出手干預下，兩人順利的將露琪亞帶回屍魂界。露琪亞囚禁在六番隊舍的期間，戀次不時來到舍監探視露琪亞，並表示會試圖說服白哉，為她爭取免刑。
黑崎一護等人闖入瀞靈廷後不久，與一護在懺罪宮前決鬥，戰敗之後決心幫助一護救出被判死刑的露琪亞，於是戀次在即將完成卍解之前，來到一護所在的地下修行場，加入修行的行列以便掌握自己的卍解。死刑執行前，與朽木白哉戰鬥，雖然成功使出卍解，仍然受到重傷（但是因為在倒下前刀刃終於觸到朽木白哉的身體，首次得到了隊長的讚賞）。被四番隊第七席山田花太郎治癒趕往趕往雙殛台（動畫版由四番隊隊長卯之花烈為戀次主治，之後由花太郎接手治療），從一護手中接下露琪亞，並收到一護「死也不能放開」的要求，將露琪亞帶離現場。途中告訴露琪亞不要把所有人的遭遇都怪罪到自己身上，要她好好依靠依靠自己跟一護，也表示兩人正因如此才要變得更強，此時的戀次已經完全信任一護，也自此漸漸化解自己跟露琪亞之間這幾年來的距離感。但之後被時任五番隊隊長藍染惣右介為了搶奪露琪亞而被打倒，最後護廷十三隊其他成員趕到並支援，露琪亞平安獲救。在此之後與白哉的關係也因而有所增長。
根據斑目一角在破面篇的回憶片段，藍染帶著市丸銀與東仙要叛變前往虛圈後，戀次因為顧慮到當時大多數的副隊長都不會卍解，加上一角是少數已知掌握卍解的第三席官，於是在私底下對一角提出接替藍染等人隊長職缺的請求。然而一角卻直接以「不希望戀次與綾瀨川弓親以外的人知道他會卍解」與「希望戰死在劍八麾下」為由，拒絕這項請求；在領會到一角的心意之後，戀次便先行告退，也不再提及接替隊長職缺一事。

### 破面篇
救出朽木露琪亞後，收到破面襲擊空座町的通知，與露琪亞、日番谷冬獅郎、松本亂菊、斑目一角、綾瀨川弓親來到現世，並寄居於浦原商店。破面二度來襲時，與破面No.15伊爾弗特‧古蘭茲展開決鬥，一開始即便使用了卍解但仍陷入苦戰。獲得「限定解放」後，力量一下提升數倍瞬間將對手擊敗（動畫版增加莉琳、藏人、之芭協助戰鬥，以及戀次在事後打敗奪取崩玉的原創破面的劇情）。此後，戀次受商店主人浦原喜助託付，幫助茶渡泰虎修行，交換條件是喜助會回答戀次提出的所有問題。
不久，井上織姬被破面No.4烏爾奇奧拉·西法綁架並帶往虛圈。護廷十三隊就此事將日番谷先遣隊伍召回，後來與露琪亞自行前往虛圈與黑崎一護、茶渡泰虎及石田雨龍會合，一同前往虛夜宮。進入後遇上破面No.8薩耶爾阿波羅·古蘭茲，因為斬魄刀被徹底分析並封鎖了卍解因而不敵敵人，之後得到石田雨龍相助，仍然處於下風。後來十二番隊長涅繭利趕到並打敗薩爾阿波羅，並接受涅繭利的治療。與茶渡泰虎對陣解放後的破面No.0牙密時再度受到重創倒地，接受治療後與露琪亞、雨龍、織姬和茶渡離開虛圈與一護會合，還被浦原告知一護因施展無月而喪失死神力量的消息，並且在破面NO.54阿帕契請求織姬治療十刃NO.3蒂雅·赫麗貝兒時，自願背負阿帕契前往赫麗貝爾的所在處，讓織姬協助治療赫麗貝兒、阿帕契、米菈·羅茲、蓀蓀。
回到屍魂界後，戀次為了讓自己的實力提升到足以和藍染對戰的水準，開始跟著檜佐木修兵在接下來的1年5個月內進行劍術訓練。

### 死神代理消失篇
空座町大戰結束1年5個月後，戀次的頭髮變得更長，除了在額頭上配戴一條深紫色的頭巾，並且在頭髮豎起處別上鋼製的髮簪以外，他還在自己的雙臂前段，配戴黑色護腕並纏上繃帶。為了幫助一護重獲死神的力量，戀次跟著護廷十三隊所有正副隊長灌輸各自的靈壓，協助浦原喜助製成幫助一護恢復死神力量的靈刀。當一護被朽木露琪亞利用浦原特製的靈刀刺穿胸膛，重獲死神力量的同時，還和斑目一角、更木劍八、草鹿八千流、朽木白哉、日番谷冬獅郎奉上級的命令從屍魂界來到現世，對一護說明山本總隊長委託浦原製作靈刀的原委，並負責監視一護在和銀城的戰鬥中所做出的抉擇。
隨後戀次在雪緒的能力空間裡和賈姬展開對決，以「絕不對女性主動出手」為由讓賈姬先發動攻擊，並且兩次接住對方攻勢的情形下，直接以斬魄刀的刀柄，擊中對方的腹部而獲得優勝。然而雪緒卻透過能力空間裡的監控螢幕目擊了事情的經過，為了除掉戰敗的賈姬和放過對方的戀次，甚至還打算將兩人所在的空間一併消滅。儘管賈姬告訴戀次，只有戰敗方靈壓消失的時候，才能順利解除雪緒的能力空間，並要求戀次動手了斷她的性命，戀次仍堅持要在不殺害賈姬的狀況下，設法帶著她一起離開。然而賈姬卻因為見到戀次堅持的態度而受到感動，結果戀次還來不及做出反應，就親眼目睹賈姬為了讓他離開能力空間，不惜發動自爆能力的場面，還被這場爆炸波及傷到右手臂。之後因為冬獅郎對雪緒提出「五分鐘內解除空間，才能保住性命」的交換條件，使得戀次和困在能力空間裡的其他人（先行出來的劍八和八千流，以及當時還在戰鬥中的一護和雨龍除外）得以順利的回到現實世界。
事後戀次背負著銀城空吾的遺體，跟著其他死神先行回到屍魂界，卻因為見到一護自行來到屍魂界與總隊長會面，頓時感到錯愕不已（動畫版則增加與露琪亞陪同一護會晤總隊長，並在事後將一護送至穿界門前的劇情）。

### 千年血戰篇
就在無形帝國襲擊屍魂界並下達宣戰通告、造成包含一番隊副隊長雀部長次郎在內共117名死神喪生後，戀次隨同朽木白哉參加雀部的喪禮，聆聽白哉敘述雀部生前的事蹟，還和其他副隊長討論關於流魂街居民消失事件的調查報告，卻被三番隊副隊長吉良井鶴告知十二番隊隊長涅繭利有意隱瞞實情的消息。星十字騎士團進攻屍魂界時，戀次親眼目睹敵方在瀞靈廷點燃11座靈子火焰的瞬間，隨即出面為遭到「F」艾斯·諾特攻擊的隊士解危，並且在見到白哉被艾斯·諾特利用胸章盜走卍解時，不顧前者遭對手奪取卍解的前車之鑑，準備使出卍解應戰，被白哉及時出言制止。艾斯·諾特利用奪來的卍解重創白哉後，戀次對於敵方奪走並使用白哉的卍解作戰一事感到憤怒，試圖在戰鬥中使出卍解解決對方，反被趕來支援艾斯·諾特的「S」馬斯科·多·馬斯庫林踢中右側身軀而不支倒地。
待敵軍撤退後，戀次、白哉、露琪亞被送往綜合救護診所的重度創傷治療區接受治療，但由於三人的傷勢遠超乎卯之花烈能力所及的範圍，被零番隊成員帶往靈王宮麒麟殿的「白骨地獄」溫泉池，接受麒麟寺天示郎的溫泉治療。當天示郎聲明要將一護送往別處時，戀次立即起身表明要和一護隨行，並在強忍著對方的拳頭力道的情況下，挺過前者的測試後，和一護、魂被彈飛至曳舟桐生所管理的臥豚殿並以用餐來提升靈力階層。在抵達鳳凰殿沒多久，二枚屋王悅旋即取走戀次的斬魄刀，將之敲成碎片，要求戀次必須通過鳳凰殿中的考驗，才能協助他修復斬魄刀。戀次雖然理解這道關卡是一護無論如何都無法通過的考驗，但最終還是選擇對此保持沉默。後來當王悅抵達現場驗收成果時，發現身受重傷的戀次站在充斥著實體化「淺打」的房間裡（身邊躺著幾個遭其制服的淺打），遂宣布戀次正式通過他的考驗，並向其說明遣返一護的原因和「淺打」的真正特性。
露琪亞順利康復後，戀次和露琪亞抵達修多羅千手丸所在的零番離殿，接受後者的協助，取得全新的死霸裝，跟隨兵主部一兵衛進行能力訓練。及後於瀞靈廷化為冰之宮殿的時候，和露琪亞換上靈王宮的特製衣裝，前往瀞靈廷協助護廷十三隊迎戰再度來犯的星十字騎士團，為重傷倒地的三番隊隊長鳳橋樓十郎擋下馬斯科·多·馬斯庫林的攻擊，挺身和馬斯科展開激烈對決，以全新的卍解型態成功戰勝對方。戀次無視自身處於敵方本營，獨自藏匿在宮殿裡入睡直至破曉，再次出征作戰，被「U」納納納·納賈庫普鎖定為下手的目標，意外地目擊「V」葛雷密·托謬運用「夢想家」的能力創造的隕石被更木劍八瞬間砍成無數碎片的畫面。其後為了協助一護阻止友哈巴赫進攻靈王宮，隨同露琪亞、白哉、修兵、一角、弓親對抗試圖解決一護的八名星十字騎士團成員。
後於友哈巴赫前往靈王宮準備手刃靈王的期間，偕同其餘尚能作戰的正副隊長集合至浦原喜助的身邊，透過後者的協助闖入靈王宮。對抗星十字騎士團成員「M」傑拉德·瓦爾基里。直至白哉察覺一護和友哈巴赫展開正面對決，始在白哉的命令下，偕同露琪亞抵達現場支援一護。才剛抵達現場，戀次便看見遭友哈巴赫重創倒地的一護和織姬，不聽一護的勸阻衝動攻擊友哈巴赫，導致斬魄刀被友哈巴赫當場損毀。待一護獲得完現術者月島秀九郎的協助修復斬魄刀後，帶著前者抵達滿目瘡痍的屍魂界，偕同掙脫束縛的藍染再度對抗友哈巴赫，結果尚未攻擊到友哈巴赫，就被對手破壞卍解而敗北。

### 結局篇
無形帝國戰役落幕後的十年期間，戀次將自己的紅色長髮編成髮辮，並與朽木露琪亞結婚，育有一女阿散井莓花，其女亦繼承雙親的衣缽，成為死神見習生。此外，因為露琪亞和白哉故妻緋真為姊妹關係的緣故，戀次亦因為這樁婚姻和白哉成為姻親關係。
劇情尾聲，戀次偕同其餘正副隊長參加新任隊長就職典禮，還在典禮期間協助略帶緊張的露琪亞放鬆自身的情緒。最終戀次和露琪亞在典禮落幕後，偕同女兒莓花造訪一護的家裡和眾友人再聚，一護和織姬的獨子一勇亦因此契機和莓花首度相會。

### 獄頤鳴鳴篇
無形帝國戰役落幕十二年後，戀次和露琪亞透過視訊通話和一護連絡近況，順勢提及屍魂界為護廷十三隊前任總隊長山本元柳齋重國、前任四番隊長卯之花烈、前任十三番隊長浮竹十四郎舉行魂葬禮祭的事件，邀請一護出席浮竹十四郎的魂葬禮祭。當天戀次和其他副隊長被派往現世捕捉儀式所需的虛，但在現世行動期間意外發現女兒莓花出現在附近地區，加著從地獄竄出的惡靈襲擊眾人，導致副隊長們為保護現世居民投入戰鬥。戀次在混亂中挺身保護女兒莓花，隨後被轉化成地獄獄卒的破面NO.8薩爾阿波羅從地獄現身攪局，當面嘲諷死神們舉行魂葬禮祭實為讓往生的死神們靈魂墜入地獄、其靈壓造成地獄失去制衡的舉動，被浮竹從地獄使用「雙魚理」貫穿身軀後返回地獄，令目擊此事的眾人為之驚愕。

## 斬魄刀
- 【斬魄刀】『蛇尾丸』（Zabimaru）

戀次的斬魄刀是一把蛇腹劍，屬於直接攻擊系。在解放蛇尾丸時，戀次會習慣右手握刀、左手手掌從刀柄到刀鋒的上方輕撫過一次，在做這動作的同時喊出解放語，讓蛇尾丸始解。

### 始解
解放語「咆哮吧，蛇尾丸」
始解後成為雙刃的蛇腹劍，收起的蛇尾丸有六個分節、七段刀刃，刀背（實際上為雙刃劍的刀鋒）到刀身中間一半的地方為黑色，其餘的刀刃為銀白色，刀身上有為數甚多的突起。
此刀能夠近距離攻擊同時也能夠遠距離攻擊。蛇尾丸能夠根據戀次的操作伸縮自如，化為具有柔軟度與伸縮性的刀，進行猶如軟鞭般的攻擊砍倒對方。伸縮時蛇尾丸刀刃和刀刃之間會有銀色的鋼索和鋼鍊連接著。
蛇尾丸所能伸縮的最長距離似乎是根據戀次的靈壓所決定。除此之外也能夠藉著讓蛇尾丸伸長的瞬間速度加上力道，將對手用刀鋒擊飛。缺點是伸長後最多僅能做三次的遠距離攻擊，三次連續攻擊後（在不收回蛇尾丸的情況下）必須再拉回、並收縮蛇尾丸成原貌，才能再次的展開伸縮攻擊。
破面篇對抗NO.8薩爾阿波羅時，戀次曾經將蛇尾丸的刀身伸長，藉此捆住對手的身體，以便爭取時間讓雨龍施展破芒陣。後來在千年血戰篇首度迎戰星十字騎士團的期間，不慎遭敵方損毀，經由零番隊成員 二枚屋王悅的協助重鑄全新的蛇尾丸，進而提升刀身的堅固程度以及鋒利度。其後在企圖阻止友哈巴赫時再度遭對手損毀。

### 卍解
最初蛇尾丸在傳授戀次卍解時，由於只承認了戀次實力的一半，因此在告知戀次卍解的真名時，僅告訴了戀次「不完全卍解」之名，也就是『狒狒王蛇尾丸』，其卍解實力甚至不到原本真正卍解的一半。千年血戰篇中，由兵主部一兵衛告知戀次其卍解的真名，也就是『雙王蛇尾丸』後，蛇尾丸正式承認戀次的實力，使其卍解的型態產生了新的變化，同時卍解的實力亦大幅度的增強。
- 【不完全卍解】『狒狒王蛇尾丸』（Hihio Zabimaru）

卍解之時，蛇尾丸成為龐然巨物，同時蛇尾丸會在解放時如蛇狀盤起來環繞戀次。卍解時戀次的死霸裝亦會產生變化，棕色的毛皮會覆蓋在戀次的肩上，右肩的毛皮長及手腕，而左肩的毛皮只到手肘的部分，左肩毛皮上有一骷髏裝飾，戀次也會在胸前戴著一鑲有髑髏的綴鍊。
狒狒王蛇尾丸的前端是一具大蛇骷髏，蛇頭的眼珠為黃色，骷髏蛇頭上披著鮮紅色的毛皮。蛇頭的雙顎可隨操縱者的意志開合，而蛇嘴張至最大可達近三公尺，可藉此從空中撲擊噬咬敵方。
大蛇骷髏的後端具有無數的米色蛇骨關節，可根據戀次的靈力自由增加數量，因此狒狒王蛇尾丸之身長無法估量。蛇骨的關節部位由戀次的靈力連繫，因此無法靠普通斬魂刀或是攻擊斬斷此卍解。
除此之外，狒狒王蛇尾丸的蛇骨部分可根據戀次的意思，以靈力自由作分解或是結合，可藉此讓狒狒王蛇尾丸躲開對手的攻擊（戀次初次使用卍解時，曾藉著分解蛇骨的刀節部分，來避開始解的千本櫻刀瓣），甚至可讓狒狒王蛇尾丸在恢復原狀時，讓蛇骨和蛇骨間的靈索互相連接，藉此綑住對方。
蛇骨關節的最後端，也就是狒狒王蛇尾丸的蛇尾部分，作為柄杖握在戀次手裏，戀次可藉由揮動蛇尾柄端的部分來操縱卍解。戀次還能讓他人或是自身乘坐於狒狒王蛇尾丸的上方，藉此作為能夠高速行進的代步工具，但缺點是太耗靈壓。
狒狒王蛇尾丸由於是蛇尾丸不完全的卍解，因此比起真正力量的卍解「雙王蛇尾丸」，其缺點要多出許多。例如狒狒王蛇尾丸的攻擊力不足，僅能夠讓蛇頭咬碎敵方或是撞擊對手；由於身形太大以至於敏捷度不足，直接導致了初次使用卍解的戀次，被白哉使用「卍解·千本櫻景嚴」直接摧毀狒狒王蛇尾丸，導致狒狒王蛇尾丸的刀節有所缺損，加上卍解狀態的斬魄刀只要遭到破壞，便無法完全恢復原本的狀態，故迄今連涅繭利也無法修復當時造成的損傷。
- 【完全卍解】『雙王蛇尾丸』（Souou Zabimaru）

千年血戰篇中，戀次經過靈王宮的修行，藉由零番隊成員二枚屋王悅的協助重鑄全新的蛇尾丸，並且被兵主部一兵衛告知蛇尾丸的卍解真名後，卍解的型態亦產生了新的變化。
戀次的頸部和雙肩被輕型戰甲所覆蓋，穿著衣袖左長右短的死霸裝，雙臂穿戴黑色長袖套，護甲連接著左大右小的毛皮，腰部纏著粗繩帶。蛇首骷髏的頭部包覆著戀次的右臂，右手持刀，蛇身骷髏變得更加輕便迅捷，而且會在戰鬥期間隨著戀次的動作，如同長鞭般的游移舞動。此狀態的戀次可依據自己的戰鬥需求，變化成『狒狒王』或是『大蛇王』的型態攻擊對手。

### 實體化
實體化姿態有兩種：
- 蛇尾丸（聲優：古澤徹（日本））

一個是與人等高，四腳著地，身上有著黑色花紋的白毛狒狒，紅臉白眼，尾巴為白蛇，可與戀次交談。形象來自日本傳統妖怪鵺。
另一種於動畫版斬魂刀叛變篇登場，實體化姿態有兩種：
- 猿女（聲優：齋賀光希（日本）；馮嘉德（台灣）；郭湛深[24]（香港））

一個穿著綠皮毛，粉紅長髮，身上纏著鎖鏈，胸上有痣的巨胸女子（猿）
- 蛇男（聲優：真田麻美（日本）；錢欣郁（台灣）；陳健豪[24]（香港））

桃紅色短髮，頸部配戴鎖鏈圈，穿著白底黃邊衣褲的蛇尾男孩（蛇）。

## 技能與招式
| 技能名稱                        | 簡介 |
| ------------------------------- | --- |
| 技「狒牙絶咬（Higa Zekko）」    | 將始解後的斬魂刀深深刺入土中，使之強行斷裂，並用意志力將碎刀片強行穿越土壤，來運至敵方四周包圍對手，再將刀刃碎片突破地面後襲擊敵方全身，將對手撕裂。由於碎刀片的形狀猶如牙齒，因而得名。但是這招式會對蛇尾丸本身產生傷害，因此使用此招一段時間後戀次會無法使用斬魄刀，因此連始解都無法做到。雖然在原作中戀次不曾在卍解「狒狒王蛇尾丸」的狀態下使出狒牙絕咬，但在動畫版以及劇場版 地獄篇中皆使用過。 |
| 技「狒骨大砲（Hikotsu Taiho）」 | 戀次的遠距離攻擊招式，將大量靈力灌注於狒狒王蛇尾丸的頭，繼而瞄準向前方射出，蛇嘴張大噬咬敵方，速度如大砲（動畫版顏色為紅色），威力十分驚人。 |
| 型態「狒狒王（Hihiou）」        | 戀次於第二部劇情重鑄斬魄刀並知曉卍解的真名後，所習得的卍解變化型態。此型態的戀次可讓附在左肩護甲的巨型毛皮，變成末端為骷髏之掌的巨型手臂，可藉此進行防禦和捕捉攻擊範圍內的對象，亦可直接給予物理方面的打擊，甚至是將敵方拋摔至遠處，造成驚人的物理傷害。 |
| 型態「大蛇王（Orochiou）」      | 戀次於第二部劇情重鑄斬魄刀並知曉卍解的真名後，所習得的卍解變化型態。此型態的戀次仍保留著「狒狒王」型態的巨臂，刀身變成擁有四枚矩形鋸齒的形狀，可藉著手持的刀刃朝對手發動突刺攻擊，亦能施展「蛇牙鐵砲（Zaga Teppou）」進行遠程突擊。 |
| 技「蛇牙鐵砲（Zaga Teppou）」   | 戀次於第二部劇情重鑄斬魄刀並知曉卍解的真名後，所習得的卍解招式。先使用「大蛇王」的刀刃貫穿對手後，將大量的靈壓匯聚於蛇首骷髏前端，形成準備咬噬獵物的巨蛇頭部般的模樣，最後再將凝聚成型的靈壓一鼓作氣射向前方。讓這高密度的靈壓產生出高溫的熱焰，將被擊中的對手身軀燃燒殆盡。 |

### 鬼道
| 鬼道名稱                | 簡介                                                         |
| ----------------------- | ------------------------------------------------------------ |
| 破道之三十一 「赤火砲」 | 炎系的靈擊鬼道，捨棄詠唱後可形成一小團火球，當成手電筒使用。 |
| 縛道之四 「這繩」       | 用靈力製作光索，用來捕捉敵人。                               |

## 卷首語
- 「于遥不可及的獠牙上点燃火焰，是避免看见那些星星，亦是为了避免发出撕心的狂叫。」——單行本第十一集。
- 「無法澆熄不斷從利牙上滴落的火苗，燒盡插滿刀刃的原野，從中浮現出朋友的身影。」——單行本第七十三集。

## 備註
1. ↑  1.動畫版原創第355集，戀次為了讓準備上台表演祝賀之舞的露琪亞放下不必要的擔憂，才破例和露琪亞練習寫書法。
2. ↑  2.漫畫版第461章，戀次原先只有右手配戴護腕與繃帶，後來在漫畫第465章正式改成雙臂都配戴護腕與繃帶的模樣。之後作者亦在單行本第53集的插頁草稿畫和特輯篇，提到戀次別在頭髮上的簪子，是特別花錢訂製的。